# Кокшеньга (железнодорожная станция, населённый пункт)
Кокшеньга — железнодорожная станция в Вельском районе Архангельской области. Входит в состав Ракуло-Кокшеньгского сельского поселения.

## География
Разъезд расположен в южной части области на расстоянии примерно в 40 километрах по прямой к востоку от районного центра Вельска.

## Население
| 2002 | 2010 | 2012 | 2014 |
| ---- | ---- | ---- | ---- |
| 72   | ↘59  | ↗63  | ↘50  |

Национальный состав
Согласно результатам переписи 2002 года, в национальной структуре населения русские составляли 93 % из 73 чел..